# Władysław Leon Osmolski
Władysław Leon Piotr Osmolski (ur. 28 czerwca 1883 w Warszawie, zm. 6 kwietnia 1935 pod Świebodzinem) – polski lekarz, teoretyk wychowania fizycznego, pułkownik lekarz Wojska Polskiego, komendant Centralnej Wojskowej Szkoły Gimnastyki i Sportów w Poznaniu, dyrektor Centralnego Instytutu Wychowania Fizycznego w Warszawie, publicysta, działacz niepodległościowy i sportowy.

## Życiorys

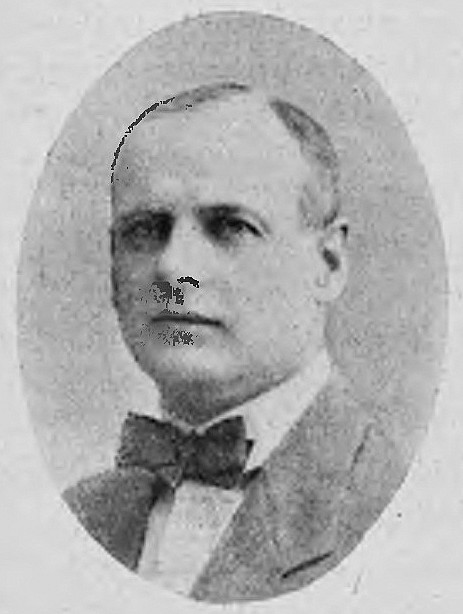
Władysław Osmolski (ok. 1924)

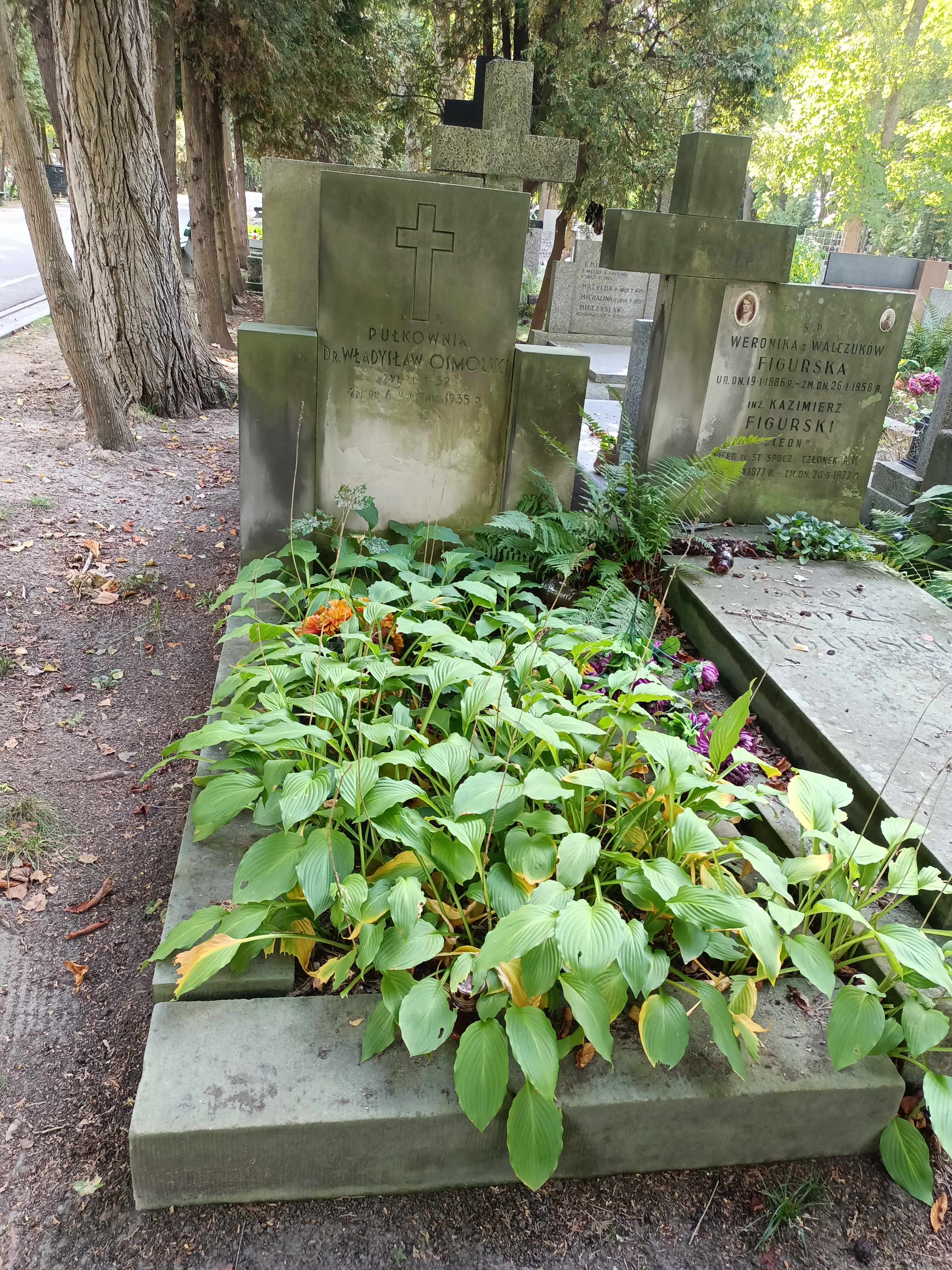
Grób Władysława Osmolskiego na Cmentarzu Wojskowym na Powązkach

Był synem Władysława i Marii Japowicz. Po ukończeniu V Gimnazjum w Warszawie podjął studia na Wydziale Lekarskim Cesarskiego Uniwersytetu Warszawskiego. Za udział w strajku szkolnym został relegowany z uczelni w 1905 roku. Absolutorium uzyskał na Uniwersytecie Jagiellońskim w Krakowie, a dyplom uzyskał na Uniwersytecie Dorpackim w 1907 roku.

### Jako lekarz
Pracę zawodową rozpoczął w Warszawie, a następnie pracował w powiecie uszyckim i Odessie, w Instytucie Bakteriologicznym skąd został oddelegowany przez rząd rosyjski do Arabii. Przez dwa lata pracował w kwarantannie przeciwdżumowej z ramienia rządu i Międzynarodowej Komisji do Walki z Dżumą. Po opublikowaniu w Gazecie lekarskiej pracy Przyczynek do anatomii patologicznej moru został członkiem Warszawskiego Towarzystwa Lekarskiego (1911). Następnie pracował pod kierunkiem Franciszka Kijewskiego na oddziale chirurgii, a jako asystent Walentego Kamockiego i lekarz ambulatorium podjął specjalizację okulistyczną w Instytucie Oftalmicznym (1912–1920). W tym samym czasie podjął działalność w ruchu higienicznym pełniąc obowiązki lekarza w ogrodach Raua.
Tytuł doktora nauk lekarskich uzyskał w 1922 roku na Uniwersytecie Jagiellońskim.

### Kariera wojskowa
Karierę wojskową rozpoczął jako lekarz pułkowy w armii rosyjskiej w czasie I wojny światowej. 2 sierpnia 1915 roku pod Łomżą zdezerterował, by wstąpić do Polskiej Organizacji Wojskowej. Pierwszą funkcję objął 4 sierpnia 1915 jako komisarz Straży Obywatelskiej XII Okręgu i pełnił ją do rozwiązania jednostki. Pełnił obowiązki lekarza naczelnego Okręgu Warszawskiego (1916–1918), a od 11 listopada 1918 był lekarzem 36 pułku piechoty Legii Akademickiej.
Brał udział w wojnie polsko-bolszewickiej. Po wstąpieniu do Wojska Polskiego otrzymał stopień kapitana w 1920 roku. Po zakończeniu działań wojennych już jako szef sanitarny 2 Armii został zdemobilizowany i powołany. 3 maja 1922 roku został zweryfikowany w stopniu podpułkownika ze starszeństwem z dniem 1 czerwca 1919 roku i 70. lokatą w korpusie oficerów sanitarnych. W czerwcu 1922 roku wyznaczony został na stanowisko szefa Wydziału Wychowania Fizycznego Oddziału III Sztabu Generalnego, pozostając oficerem nadetatowym 1 batalionu sanitarnego.
W latach 1926–1929 pełnił obowiązki dowódcy Centralnej Wojskowej Szkoły Gimnastyki i Sportów w Poznaniu. Z jego inicjatywy powstał Centralny Instytut Wychowania Fizycznego w Warszawie, którego był w latach 1929–1931 pierwszym dyrektorem i wykładowcą.
W 1931 roku został komendantem Szkoły Podchorążych Sanitarnych Centrum Wyszkolenia Sanitarnego (1931–1933), wykładając jednocześnie na Uniwersytecie Stefana Batorego w Wilnie, a następnie został szefem sanitarnym Okręgu Korpusu Nr VII w Poznaniu. 18 lutego 1930 roku awansował na pułkownika ze starszeństwem z dniem 1 stycznia 1930 roku z 1. lokatą w korpusie oficerów sanitarnych, grupa lekarzy.

### Działalność społeczna i dydaktyczna
Prowadził działalność dydaktyczną ucząc w szkole i wykładając na pierwszych kursach lotniczych. Opracował pierwsze przepisy higieny i wychowania fizycznego, a także opublikował w tym czasie Nauczanie higieny w szkole elementarnej oraz seminarium nauczycielskim.
Od 15 stycznia 1918 pracował w Ministerstwie Wyznań Religijnych i Oświecenia Publicznego jako referent do spraw higieny, a także pełnił obowiązki wiceprezesa Rady Wychowania Fizycznego i Kultury Cielesnej (do 1922 roku).
Był kierownikiem Działu Wychowania Fizycznego PeWuKi, prezesem komitetu organizacyjnego I Kongresu Sportowego (W-wa 1923), prezesem Polskiego Związku Narciarskiego i pierwszym prezesem Związku Dziennikarzy Sportowych. W 1924 był kierownikiem polskiej reprezentacji olimpijskiej w Chamonix. W 1925 wobec powszechnego niezadowolenia z działalności ówczesnego kierownictwa klubu Legia Warszawa, z jego inicjatywy powstał konkurencyjny wojskowy klub sportowy Lechia Warszawa. Powstanie konkurencyjnego klubu (działającego pod tym samym adresem i na tych samych obiektach sportowych) zaktywizowało działaczy Legii i paradoksalnie przyczyniło się do uzdrowienia i odratowania tego klubu.
Wykładał także w Centralnej Wojskowej Szkole Gimnastyki i Sportu w Poznaniu i na Uniwersytecie Warszawskim.
Zmarł 6 kwietnia 1935 pod Schwiebus, w trakcie podróży do Republiki Liberii, którą odbywał na zaproszenie tamtejszego rządu. Pochowany został na Cmentarzu Wojskowym na Powązkach w Warszawie.

## Poglądy
W swoich pracach dowodził znaczenia wychowawczych wartości sportu wyczynowego i konieczności udostępniania go młodzieży. Uważał, że zabawy ruchowe są szkołą życia dla młodzieży, sposobiącą ją do uczestnictwa w grupach społecznych. Prezentował pogląd, że należy dążyć do zrównoważenia wychowania fizycznego z innymi dziedzinami; podkreślał wychowawcze znaczenie sportu i potępiał wszystkie przejawy jego komercjalizacji. Był twórcą teorii sprawności ruchowej opartej na ogólnej wiedzy o człowieku, którą realizował w ramach działalności Centralnego Instytutu Wychowania Fizycznego, a która współgrała ze strategią rządu ograniczającego swoją odpowiedzialność w tej sferze życia społecznego. Jego poglądy w kwestii wychowania uznawane są za postępowe.

## Dorobek i znaczenie
Był współtwórcą medycyny sportowej, propagatorem kultury fizycznej, sportu jako czynnika rozwojowego, jednym z założycieli i działaczy Polskiego Komitetu Olimpijskiego, współzałożycielem Lekarskiego Towarzystwa Wydawniczego, ekspertem w dziedzinie chorób tropikalnych.
Był autorem podręczników, rozpraw naukowych i prac badawczych (ponad 110 publikacji w czasopismach „Lekarz Polski”, „Nowiny Lecznictwa Farmaceutycznego i Fizykalnego”, „Przegląd Fizjologii Ruchu”, „Przegląd Sportowo-Lekarskim”, „Warszawskie Czasopismo Lekarskie”, „Wychowanie Fizyczne w Szkole”, „Wychowanie Sportowe i Wojskowe”), wydawcą i redaktorem naczelnym tygodnika „Stadjon”, członkiem komitetu redakcyjnego „Wychowania Fizycznego” i redaktorem pisma „Lekarz Wojskowy”.

## Ordery i odznaczenia
- Krzyż Niepodległości[12]
- Krzyż Oficerski Orderu Odrodzenia Polski (2 maja 1923)[12][13]
- Krzyż Walecznych czterokrotnie[12]
- Złoty Krzyż Zasługi[12]
- szwedzki Order Wazów II klasy[12]
- szwedzki Order Wazów III klasy (1931)[14]
- rumuński Order „Meritul Sanitar”[12]
- czeski Order Lwa Białego[12]
- Odznaka pamiątkowa Polskiej Organizacji Wojskowej[15]
- Odznaka pamiątkowa 36 pułku piechoty[15]

## Publikacje
- Przyczynek do anatomii patologicznej moru (1911)
- Hygiena sportu (1917, redakcja wspólnie z T. Heryngiem, Wydawnictwo M. Arcta, Warszawa)
- Hygiena w harcerstwie (1918, Wydawnictwo M. Arcta, Warszawa)
- Lekka atletyka (1920)
- Operowanie woreczka łzawego ropiejącego (1922)
- Wpływ nauk lekarskich na doktrynę wychowania fizycznego
- Rola sportu w wychowaniu etycznym (1922, Biblioteka Eugeniczna Polskiego Towarzystwa Walki Ze Zwyrodnieniem Rasy, Nr 1)
- Stosunek sportu do wychowania fizycznego (Lekarz wojskowy, 1926)
- Zaniedbane drogi wychowawcze (1928)
- Zdrowie, opieka społeczna, wychowanie fizyczne i sport
- Budowa terenów i urządzeń sportowych (1928, redakcja wspólnie z Henrykiem Jeziorowskim, Wydawnictwo Głównej Księgarni Wojskowej, Warszawa)
- Biologiczne znaczenie ćwiczeń fizycznych (Nowiny Lekarskie, 1931)
- Psychofizjologia rozwoju sprawności ruchowej (1931)
- Biologiczne wytłumaczenie popędów sportowych (1932)
- O studiach specjalizujących lekarzy sportowych
- Wychowanie fizyczne w Polsce (Tętno, 1932)
- O wychowawczym znaczeniu zabawy
- Teorja sprawności ruchowej (1935, Nasza Księgarnia, Warszawa)
- Podstawy biologiczne ćwiczeń ruchowych (w pracy: Medycyna sportowa, 1935)